# Jolene Marie Rotinsulu
Jolene-Marie Cholock-Rotinsulu (n. 15 mai 1996, Santa Ana, California, Statele Unite ale Americii) este o cântăreață și fotomodel indoneziană. Ea a fost aleasă, în anul 2019, Miss International Indonesia. Ea a început cariera în industria de divertisment de la vârsta de șase ani ca o cântăreață copil, înregistrând trei albume.
Ea a devenit, de asemenea, prezentator de programe de televiziune pentru copii. Ca adolescentă, și-a extins cariera, devenind și actriță. Cu rolul ei din telenovela I AM HOPE (2016) și-a creat un renume în industria de divertisment.

## Discografie

### Videoclipuri muzicale
| Ani  | Titlu                                                                                    | Rol                   | Cântăreață/Artist                       | Ref.   |
| 2012 | Neng Neng Nong Neng (Ku Ingin Terus Lama Pacaran Disini) "I Want To Keep on Dating Here" | as model              | T.R.I.A.D, Ahmad Dhani                  | [ 7 ]  |
| 2013 | Selamat Malam Kekasihku "Goodnite My Lovers"                                             | model & co-cântăreață | Revo Marty feat. Jolene Marie Rotinsulu | [ 8 ]  |
| 2013 | Kelelawar "Bat"                                                                          | model                 | T&I                                     | [ 9 ]  |
| 2013 | Sudahlah Aku Pergi "Let Me Go"                                                           | model                 | Nobishi                                 | [ 10 ] |
| 2013 | Asa Pasti "Sure for Sure"                                                                | model                 | Nobishi                                 | [ 11 ] |

### Filme
| Ani  | Titlu     | Gen literar        | Rol           | Producție cinematografică | Ref.          |
| 2016 | I AM HOPE | Drama de Realitate | Mia pe Teatru | Alkimia Production        | [ 12 ] [ 13 ] |

### Filme de televiziune
| Ani  | Titlu                                                                              | Rol            | Rețea      | Ref.   |
| 2010 | Para Pencari Tuhan (Season 4) "God's Seekers (Season 4)"                           | Mary           | SCTV & FOX | [ 14 ] |
| 2012 | Mengejar Cinta Olga 5 (Story of Olga) "Chasing the Love of Olga 5 (Story of Olga)" | Maricha (Icha) | RCTI       | [ 15 ] |
| 2012 | 4 Kembar, 2 Raksasa & Bunda Bidadari "4 Twins, 2 Giants & Mother of Angels"        | Bunda Bidadari | Indosiar   | [ 16 ] |
| 2014 | Oh Ternyata The Series – "Baby Ngepot" "Oh The Series – "Baby Ngepot"              | Jolene         | Trans TV   | [ 17 ] |